# Maria Diana
Maria Diana (ur. 21 listopada 1985) – włoska zapaśniczka walcząca w stylu wolnym. Ósma na mistrzostwach świata w 2013. Siódma na mistrzostwach Europy w 2012. Wicemistrzyni igrzysk śródziemnomorskich w 2013 i mistrzostw śródziemnomorskich w 2010 roku.